# Scaptotrigona
Scaptotrigona — род безжальных пчёл из трибы Meliponini семейства Apidae. Не используют жало при защите. Хотя жало у них сохранилось, но в сильно редуцированном виде. 

## Распространение
Эндемики неотропического региона: встречаются от Мексики до Аргентины.

## Классификация
Около 20 видов. Первоначально таксон был описан в качестве подрода рода Trigona.
- Scaptotrigona affabra (Moure, 1989) typus
- Scaptotrigona barrocoloradensis (Schwarz, 1951)
- Scaptotrigona bipunctata (Lepeletier, 1836)
- Scaptotrigona depilis (Moure, 1942)
- Scaptotrigona emersoni (Schwarz, 1938)
- Scaptotrigona fulvicutis (Moure, 1964)
- Scaptotrigona hellwegeri (Friese, 1900)
- Scaptotrigona wheeleri (Cockerell, 1913)
- Другие виды